# 坂本二郎
坂本 二郎（さかもと じろう、1928年2月11日 - 1985年4月17日）は、日本の経済学者。
大阪市生まれ。一橋大学卒業、1962年同助教授、1969年教授、中央教育審議会臨時委員となったが、批判を集め、1970年大学を退官しNHK解説委員に転じた。1984年国際商科大学教授。高度経済成長期に未来学者として活躍し、「二十一世紀論」を提言した。日本未来学会理事。ゼミナールの指導学生に寺西重郎など。

## 著書
- 日本型福祉国家の構想 選択の方向とその課題 ぺりかん社 1967
- 幸福の経済学 1968 (潮新書)
- 知識産業革命 脱工業化社会への転換 ダイヤモンド社 1968
- 低開発国開発理論の系譜 アジア経済研究所 1969
- 未来に生きる 坂本二郎の生活と意見 産業能率短期大学出版部 1971
- 大国日本の課題 読売新聞社 1971
- 日本人は今何をなすべきか 出直しニッポン論 徳間書店 1975
- 未来の発見 産業能率短期大学出版部 1975
- 甦れ人間経済学 偉大なる経済学者たちと日本 アダム・スミスからボールディングまで 創世記 1976
- 日本人にはなぜ強気が必要か 私のニッポン未来論 徳間書店 1976
- 日本人にとって未来とは何か '80年代の幸福を求めて 徳間書店 1977.11
- 知識産業時代 1977.11 (講談社学術文庫)
- 新・教養主義のすすめ PHP研究所 1979.5

### 共編著
- 20年後の東京 大来佐武郎共編 日本経済新聞社 1966
- 日本経済の新地図 伊藤善市共編著 日本放送出版協会 1966 (NHKブックス)
- 境界領域への挑戦 社会工学とはなにか 講談社 1970
- 沖縄の経済開発 伊藤善市共編 1970 (潮新書)

### 翻訳
- シュムペーター 社会科学者 セイモア・E.ハリス編 東洋経済新報社 1955
- 経済発展論 キンドゥルバーガー 加野英資、菅宣雄共訳 好学社 1968-1969
- 超大国日本の挑戦 ハーマン・カーン 風間禎三郎共訳 ダイヤモンド社 1970
- 21世紀へ生きる条件 コンラッド・H.ウォディントン 三笠書房 1980.7
- 二十一世紀への出発 ケインズ経済学を超えて W・W・ロストウ 足立文彦共訳 ダイヤモンド社 1980.1
- 大転換の時代 W.W.ロストウ ダイヤモンド社 1982.12
- アメリカ経済の復活 W.W.ロストウ ダイヤモンド社 1983.11